# گورستان امپراتوری‌ها
گورستان امپراتوری‌ها (انگلیسی: Graveyard of empires) یک نام مستعار برای افغانستان است. این نام مستعار از این ادعا ریشه می‌گیرد که قدرت‌های خارجی، مانند اتحاد جماهیر شوروی در قرن بیستم یا ایالات متحده آمریکا در قرن بیست و یکم، اغلب در تهاجم به افغانستان شکست می‌خورند. مشخص نیست که چه کسی اولین بار از این نام مستعار استفاده کرده است.

## پس‌زمینه
در تاریخ افغانستان، چندین ابرقدرت به افغانستان حمله کرده اما نتوانسته‌اند حکومتی باثبات و دائمی را در این کشور حفظ کنند. امپراتوری بریتانیا در جنگ سوم افغان و انگلیس (۱۹۱۹)، اتحاد جماهیر شوروی سوسیالیستی در جنگ شوروی در افغانستان (۱۹۸۹–۱۹۷۹) و ایالات متحده آمریکا در جنگ در افغانستان (۲۰۲۱–۲۰۰۱) از نمونه‌های مدرن این الگو هستند. دشواری حمله به افغانستان به وجود کلاتهای قلعه‌مانند، بیابان‌ها، زمین کوهستانی افغانستان، زمستان‌های بسیار سرد و «وفاداری‌های طایفه‌ای نفوذناپذیر» آن نسبت داده شده است.

## استفاده
- توماس بارفیلد بیان داشته که ایده فتح‌نشدنی بودن افغانستان توسط این کشور برای بازداشتن مهاجمان احتمالی ایجاد شده است.[۷]
- در اکتبر ۲۰۰۱ و در طول حمله آمریکا به افغانستان، ملا عمر، رهبر طالبان، ایالات متحده را به روبه‌رو شدن با سرنوشتی مشابه امپراتوری بریتانیا و شوروی تهدید کرد.[۸]
- رئیس‌جمهور جو بایدن بارها از عنوان تاریخی «گورستان امپراتوری‌ها» برای افغانستان استفاده کرده است. به عقیده او دلیل این نام‌گذاری این است که هیچ مقدار نیروی نظامی نمی‌تواند افغانستان را امن، متحد و پایدار کند[۹] و احتمال اینکه یک نیروی نظامی (هر چند قدرتمند) بتواند افغانستان را متحد کند بسیار دور از ذهن است.[۱۰]

## نقد
راد نوردلند، از خبرنگاران نیویورک تایمز، می‌نویسد که «در حقیقت، هیچ امپراتوری بزرگی صرفاً به دلیل افغانستان از بین نرفته است». پاتریک پورتر، از مربیان کالج فرماندهی و کارکنان نیروهای مسلح بریتانیا، این توصیف از افغانستان را «یک نتیجه‌گیری نادرست از چیزی که حقیقت دارد—این که دشواری تاکتیکی و استراتژیک وجود دارد» خواند.
بارفیلد به این اشاره کرده که «برای ۲٬۵۰۰ سال، [افغانستان] همواره بخشی از یک امپراتوری بوده، که با شاهنشاهی هخامنشی در قرن پنجم پیش از میلاد شروع می‌شود». پس از حکومت هخامنشیان، اسکندر مقدونی و جانشینان او برای ۲۰۰ سال بر افغانستان حکومت کردند. مغول‌ها، تیمور و بابر از امپراتوری گورکانی همگی از افغانستان به عنوان پایگاهی برای گسترش قلمرو خود استفاده کرده‌اند. امپراتوری بریتانیا پس از جنگ سوم افغان و انگلیس نابود نشد، و انگلیس‌ها در جنگ دوم افغان و انگلیس به موفقیت بزرگی علیه افغانستان دست یافتند. سقوط امپراتوری بریتانیا معمولاً به جنگ جهانی دوم نسبت داده می‌شود. علاوه بر این، با وجود این که جنگ شوروی در افغانستان یکی از عوامل اصلی انحلال آن دانسته می‌شود، مخالفت با حکومت شوروی در افغانستان تنها به واسطهٔ کمک‌های ایالات متحده و عربستان سعودی امکان‌پذیر شده بود، و شواهدی وجود دارد که نشان می‌دهد شوروی فارغ از نتیجه جنگ در نهایت دچار فروپاشی می‌شد. با این وجود، این روایت به قیاس مع‌الفارق و ادعاهای تکرار تاریخی منجر شده است.